# Ignacio Serrano
Ignacio Serrano Montaner (Melipilla, Chile, 1846 - 21 de mayo de 1879, Iquique, Peru) fue un marino chileno caído durante el Combate naval de Iquique en los comienzos de la Guerra del Pacífico.

## Infancia y estudios
Hijo de Juan Ramón Serrano, radicado por intereses agrarios en Melipilla, y de Mercedes Montaner y Cáceres, era el menor de nueve hermanos. Sus abuelos maternos eran marineros provenientes de Gran Bretaña.
Su padre falleció cuando él tenía 10 años, en 1856 y la familia se radicó en Santiago de Chile.
Realizó sus primeros estudios en el Instituto Nacional. Se casó con la dama ancuditana Emilia Goycolea Garay.

## Carrera naval
En mayo de 1865, huyó de su casa para enrolarse en la armada de Chile cuando estalló la guerra Hispano-Sudamericana. En la Escuela Naval conoció a Arturo Prat Chacón, con quien cultivó una profunda amistad. En 1870, se desempeñó como ayudante de la Escuela Naval, a bordo de la corbeta Esmeralda.
Mientras se desempeñaba como Subdelegado Marítimo en Tomé. En su cargo, emprendió la tarea de levantar el plano de la bahía de Coliumo y la entonces aldea de Dichato. Solicitó que se dejara a su cargo la instrucción militar de los alumnos de las dos Escuelas de Hombres, habilitó el muelle que grandes temporales habían inutilizado, obtuvo vestuario completo para la policía, hizo estudios de agrimensor y alcanzó a hacer varios trabajos en esta profesión.
Al sobrevenir la Guerra del Pacífico en 1879, cerró su casa de Tomé y llevó a su esposa a Melipilla.

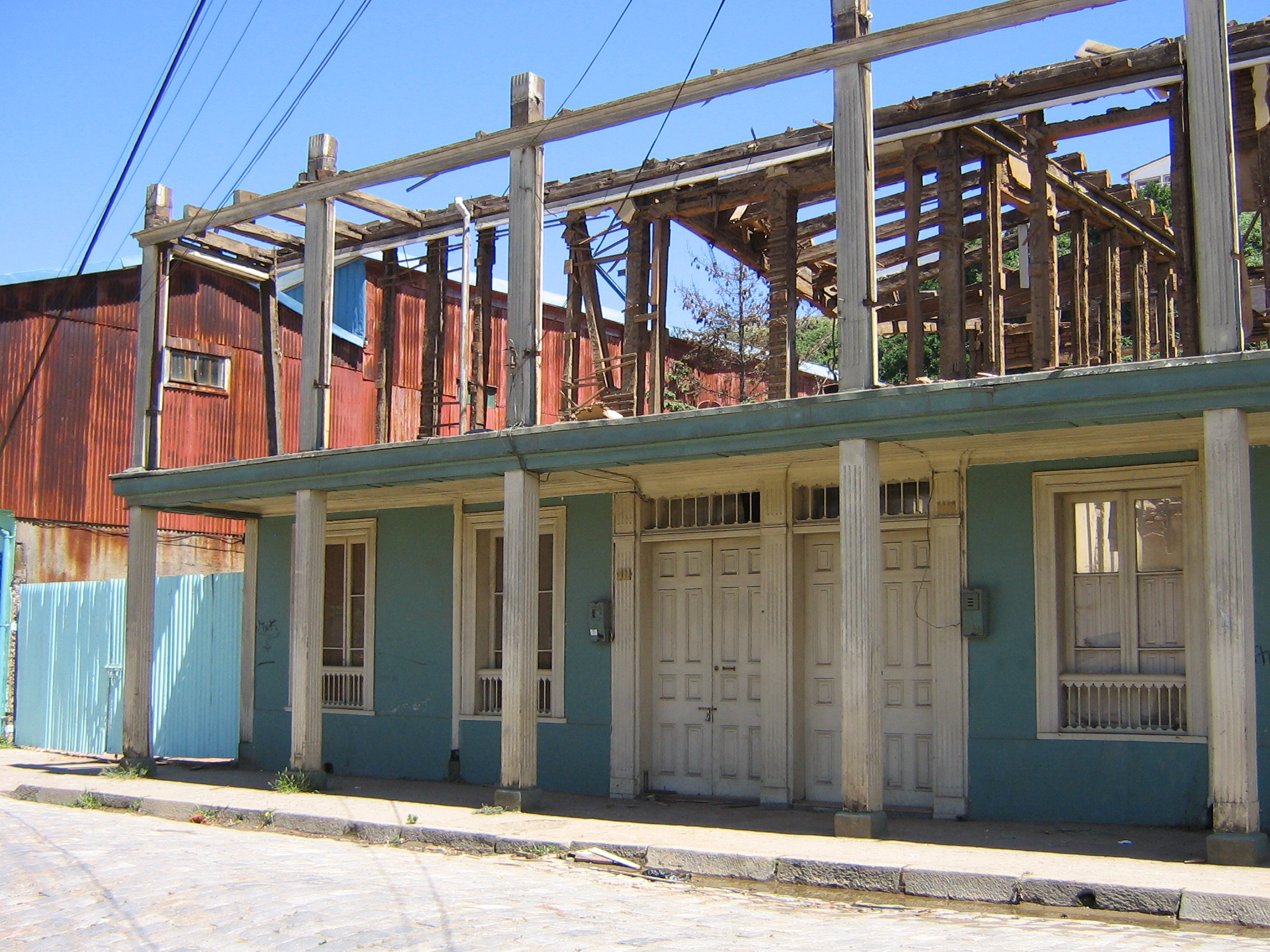
Fotografía de 2011 de la casa donde Serrano vivió en Tomé.

Primero se le asignó a la cañonera Covadonga, pero con motivo del bloqueo de Iquique, es trasladado por orden de Prat a la Esmeralda, siendo asignado como teniente segundo. Se le encarga la misión de dirigir los cañones de babor de la nave.
A las 8:00 horas, el vigía de cofa de la Covadonga avistó los buques peruanos Huáscar e Independencia, los cuales se trabaron combate con las naves chilenas.
Después de una hora de lucha, el monitor Huáscar, comandado por Miguel Grau Seminario, embistió con el espolón a la Esmeralda. Aprovechando la cercanía de los dos barcos, el comandante Arturo Prat y el sargento Juan de Dios Aldea se lanzaron al abordaje, siendo fulminados ambos en la cubierta del monitor peruano.
Poco después, hubo un segundo espolonazo. Siguiendo el ejemplo de Prat, Serrano y otros doce hombres abordaron el Huáscar, siendo recibidos por las descargas de la tripulación del monitor. Tendido en la cubierta del Huáscar y herido en el bajo vientre, Serrano fue recogido por la tripulación peruana y llevado a un camarote. Allí intentó causar un incendio, pero este fue sofocado. El herido asistido por el médico peruano Santiago Távara, murió desangrado. A las 12:10, después de un tercer espolonazo, la Esmeralda es finalmente hundida. El ciudadano español Eduardo Llanos procedió a sepultarlos en el cementerio de Iquique, el 22 de mayo de 1879.
El 21 de mayo de 1888, sus restos y los de los héroes de Iquique fueron trasladados a Valparaíso a bordo del monitor Huáscar, siendo sepultados en la cripta del Monumento a los Héroes de Iquique.

## Epónimos
- Colegio Ignacio Serrano Montaner de Melipilla
- Escuela Ignacio Serrano Montanter de Tomé Archivado el 1 de marzo de 2021 en Wayback Machine.
- Club Deportivo Ignacio Serrano de Melipilla
- Primera Compañía "Bomba Ignacio Serrano" , Cuerpo de Bomberos Melipilla